# Dinosauriernas tid
Dinosauriernas tid (engelsk originaltitel: Walking with Dinosaurs) är en brittisk TV-serie i sex delar från 1999 producerad av BBC. Enligt Guinness rekordbok är serien den per minut dyraste dokumentärserien som producerats. Kenneth Branagh var berättarröst när serien visades på BBC. Serien har datoranimerad grafik gjord av Framestore för att visa hur livet på jorden såg ut under mesozoikum. Detta kombinerades med att man använde animatronics, gjorda av Crawley Creatures, i närbilderna. Serien har visats på TV4 med svenskt tal av Lars Björnlund.

## Avsnitt

### Avsnitt 1: Nytt blod
Det första avsnittet utspelar sig i Nordamerika för 220 milj. år sedan. Vår planet är dominerad av öken, och dinosaurierna har dykt upp sedan några miljoner år tillbaka. En av rollerna i programmet är en Coelophysishona som lever i det magra landskapet tillsammans med cynodonter postosuchus, placerias, pteinosaurus och plateosaurus.

### Avsnitt 2: Jättarnas land
I USA mot slutet av jura-perioden kläcks en Diplodocus hona i de stora redwoodskogarna. Programmet visar hennes liv fram tills hon ska lägga sin första kull. Avsnitt 2 skall visa hur jorden såg ut under en av de mest kända tidsepokerna under dinosauriernas tid, då sauropoder härskade på land, tillsammans med djur som ornitholestes,Stegosaurus, och den kända Carnosaurien Allosaurus.

### Avsnitt 3: Det grymma havet
Avsnitt 3 utspelar sig i Oxfordshire i slutet av jura. Europa är ett system med uppstickande öar, med ett hav dominerat av fisködlor som Opthalmosaurus, Plesiosaurier som Cryptoclidus, pliosaurier som Liopleurodon och ryggradslösa havsdjur som dolksvansar. på stränderna patrullerar Eustreptospondylus i jakt på kadaver.

### Avsnitt 4: Under en jättes vingar
Början av krita-perioden. En Ornithocherius, en jätte bland Pterosaurier, flyger över den unga Atlanten för att återvända till sina parningsområden, och ser både Iguanodonter, Utahraptor och Polacanthus. När han är framme är han utmattad, och försöker kalla till sig en hona. Men till slut orkar han inte mer, utan dör på stranden, utan att ha fått para sig en sista gång.

### Avsnitt 5: Den tysta skogens andar
Något mer än 100 miljoner år sedan, i närheten av sydpolen. Dinosaurierna har spridit sig mer än någonsin, och lever nu i djungel med årstider. Programmet visar en flock dinosaurier av släktet Leaellynasaura, och deras konfrontationer med en polarisk dvärgvariant av Allosaurus. I vattnet lurar den stora amfibien Koolasuchus på dem när de kommer för nära vattnet, och stränderna patrulleras av växtätande Muttaburrasaurus.

### Avsnitt 6: En dynasti går under
Utspelar sig i USA för 65,5 miljoner år sedan. Jorden har börjat drabbas av svår vulkanisk aktivitet, som drabbar dinosaurierna. En Tyrannosaurus försöker överleva den hårda situationen och dessutom föröka sig. Samtidigt lever hon sida vid sida med Anatotitan, Torosaurus, Ankylosaurus och Dromaeosaurus. I slutet av programmet utrotas alla dinosaurier av en katastrof, i form av ett asteroidnedslag. Detta är en vanlig teori om orsaken till att dinosaurierna dog ut. I filmens epilog kommenterar berättaren att medan dinosaurierna försvunnit har nya vackra livsformer uppstått och tagit deras plats. Sedan avslutas serien med kommentaren att dinosaurierna egentligen inte dog ut och att en typ av dinosaurie fortfarande frodas på jorden: fåglarna.

### Specialavsnitt
Efter att TV-serien visats har det också kommit några specialavsnitt, 
Avsnittet är en historia baserad på en Allosaurus, kallad Big Al, som har funnits på riktigt i nuvarande Wyoming. Programmet skildrar Als liv från den dagen han kläcks tills han står på sin dödströskel. Historien börjar i Wyoming, USA, 145 miljoner år sedan, när Al kläcks tillsammans med sina syskon i ett jordnäste, som en modern krokodil. När han möter världen blir han omhändertagen av sin mor, och hans kamp för överlevnad börjar. När han sedan dyker upp igen är han 2 år gammal, och ute på jakt. Han kommer fram till en damm där det ligger ett kadaver efter en stegosaurus. Just då anländer en vuxen Allosauriehona, som börjar äta av stegosaurien. Allosaurien äter fastnar hon i dyn, och Al vänder om, han vet nu värdet av att undvika as i träsk. Sedan ser vi Al igen, nu 5 år gammal, när han tillsammans med sina artfränder jagar Diplodocus. Al blir 6 år, och är nästan fullvuxen, när han för första gången i livet känner av en drift att föröka sig. Al möter en hona, som besvarar hans närgångenhet med raseri. Al överlever, och återhämtar sig. Några månader senare är Al på jakt igen, men snubblar när han jagar Dryosaurus. Efter ett infekterat benbrott i foten dör Al i en uttorkad flod.

## Artistisk beröring
I BBC:s trilogi om förhistoriskt liv förekommer flera tillfällen när fjärde väggen bryts. Detta förekommer i såväl Dinosauriernas tid som de andra serierna.
- En Liopleurodon stöter till kameran med fenan.
- En Tyrannosaurus ryter mot kameran, och det stänker saliv på linsen.